# 浦彩惠子
浦彩惠子（羅馬化：Ura Saeko），（1989年4月1日—）是一位日本女歌手。出生于千葉縣。所屬唱片公司是GIZA studio，經紀人公司是SPACE CRAFT。

## 人物
- 現役大学生。另外，與她同年同月同日出生的藝人還有模特兒杉本有美。
- 興趣是讀書、電影鑒賞和用Toy Camera照相等。在她官方網站里的個人日記里每次都會記載著她自己對書和電影的介紹和回顧。
- 從小就很喜歡音樂，16歲的時候看了近藤房之助的LIVE DVD之後留下很深刻的印象，以此為契機樹立了以音樂為目標的志向。
- 在歌聲的音響研究方面曾接受學術性的驗證。一般女性的正常聲音是200Hz，據說宇浦是用500～700 Hz(一般多數會變成悲鳴或怪聲)的聲音來唱歌的。這件事在日本電視系“音樂戰士 MUSIC FIGHTER”(2007年3月24日播放)的CORNER特集里被披露。
- 綽號是“(URIN)”。
- 在世界規模的Community Site“MySpace”有她的個人網頁。BEING所屬的藝人在MySpace發布信息這還是第一次。

## 經歷
- 2006年4月開始，開始參與在里由GIZA studio主辦的在每周四舉行的THURSDAY LIVE的演出。
- 2006年10月，由B'z的主音歌手稻葉浩志擔任作詞兼作曲，叶山武編曲，她所主唱的，被動畫“結界師”選用為片頭曲。
- 2006年12月27日開始以單曲正式出道。
- 2007年3月14日發售第二張單曲。發售前從2月9日開始在手機音樂下載網站“BEING GIZA STUDIO”里預先提供原聲鈴聲下載。
- 2007年6月20日發售第三張單曲。跟前作一樣也是由B'z的稻葉浩志擔任作詞兼作曲。另外從同一天開始在為特別設立的發售紀念網站里，舉行了將預定于2007年8月8日發售的第四張單曲的原聲鈴聲提供給前三萬名先到者下載的活動（提供下載至7月11日）。
- 2007年8月8日第四張單曲。作為發售紀念在前一天8月7日在日本電視主辦的活動里舉行了小型演唱會和握手會。
- 2007年9月19日首張原創專輯發行。
- 2008年4月入學立命館大學就讀。
- 2009年3月4日迷你專輯發行。
- 2010年1月12日於自己的官方網站宣佈和GIZA Studio的契約已滿，活動地點轉移至關東地區。
- 2011年2月1日移籍至環球唱片並以新藝名Cherie開始發片。5月新單曲發售。
- 2012年8月30日以宇浦冴香名義再出演，並公佈4月和環球唱片契約到期。

## 作品列表

### 單曲
|     | 發售日         | 標題 |                                                                            |
| 1st | 2006年12月27日 |      | 作詞：宇浦冴香 作曲：川本宗孝 編曲：                                       |
| 2nd | 2007年3月14日  |      | 作詞：稻葉浩志(#1)、宇浦冴香(#2) 作曲：稻葉浩志(#1)、三好誠(#2) 編曲：     |
| 3rd | 2007年6月20日  |      | 作詞：稻葉浩志(#1)、宇浦冴香(#2) 作曲：稻葉浩志(#1)、岩井勇一郎(#2) 編曲： |
| 4th | 2007年8月8日   |      | 作詞：宇浦冴香 作曲：稻葉浩志 編曲：                                       |

### 配信限定單曲
|     | 發售日         | 標題 |                                        |
| 1st | 2008年11月13日 |      | 作詞：宇浦冴香 作曲：岡本仁志 編曲：   |
| 2nd | 2008年12月19日 |      | 作詞：宇浦冴香 作曲：岩井勇一郎 編曲： |
| 3rd | 2009年1月16日  |      | 作詞：宇浦冴香 作曲：岡本仁志 編曲：   |

### 專輯
|     | 發售日        | 標題     |
| 1st | 2007年9月19日 | Juke Vox |
| 2nd | 2009年3月4日  | DICE     |

## 外部連結
- 浦彩恵子a.k.a.宇浦冴香  （页面存档备份，存于） 宇浦冴香 個人twiter
- 宇浦冴香 Offcial Web Site （页面存档备份，存于） GIZA studio下的官方網站
- 宇浦冴香 Space Craft下的藝人網頁
- MYSPACE MUSIC （页面存档备份，存于） MySpace下的藝人網頁